# Selección de fútbol sub-21 de Rumania
La selección de fútbol sub-21 de Rumania (en rumano: Echipa națională de tineret), conocido en Rumania como Tricolorii Mici (La pequeña tricolor), es el equipo nacional de fútbol sub-21 de Rumania y está controlado por la Federación Rumana de Fútbol. El equipo compite en el Campeonato de Europa Sub-21 de la UEFA, que se celebra cada dos años.
El mayor logro conseguido ha sido las semifinales de la Eurocopa Sub-21 de 2019 que le permitió clasificar a los Juegos Olímpicos de Tokio 2020.

### Resultados
| Año                      | Fase             | Posición        | PJ              | PG              | PE              | PP              | GF              | GC              |
| ------------------------ | ---------------- | --------------- | --------------- | --------------- | --------------- | --------------- | --------------- | --------------- |
| Sin sede 1978            | No se clasificó  | No se clasificó | No se clasificó | No se clasificó | No se clasificó | No se clasificó | No se clasificó | No se clasificó |
| Sin sede 1980            | No se clasificó  | No se clasificó | No se clasificó | No se clasificó | No se clasificó | No se clasificó | No se clasificó | No se clasificó |
| Sin sede 1982            | No se clasificó  | No se clasificó | No se clasificó | No se clasificó | No se clasificó | No se clasificó | No se clasificó | No se clasificó |
| Sin sede 1984            | No se clasificó  | No se clasificó | No se clasificó | No se clasificó | No se clasificó | No se clasificó | No se clasificó | No se clasificó |
| Sin sede 1986            | No se clasificó  | No se clasificó | No se clasificó | No se clasificó | No se clasificó | No se clasificó | No se clasificó | No se clasificó |
| Sin sede 1988            | No se clasificó  | No se clasificó | No se clasificó | No se clasificó | No se clasificó | No se clasificó | No se clasificó | No se clasificó |
| Sin sede 1990            | No se clasificó  | No se clasificó | No se clasificó | No se clasificó | No se clasificó | No se clasificó | No se clasificó | No se clasificó |
| Sin sede 1992            | No se clasificó  | No se clasificó | No se clasificó | No se clasificó | No se clasificó | No se clasificó | No se clasificó | No se clasificó |
| Francia 1994             | No se clasificó  | No se clasificó | No se clasificó | No se clasificó | No se clasificó | No se clasificó | No se clasificó | No se clasificó |
| España 1996              | No se clasificó  | No se clasificó | No se clasificó | No se clasificó | No se clasificó | No se clasificó | No se clasificó | No se clasificó |
| Rumanía 1998             | Cuartos de final | 8.º             | 3               | 0               | 0               | 3               | 2               | 5               |
| Eslovaquia 2000          | No se clasificó  | No se clasificó | No se clasificó | No se clasificó | No se clasificó | No se clasificó | No se clasificó | No se clasificó |
| Suiza 2002               | No se clasificó  | No se clasificó | No se clasificó | No se clasificó | No se clasificó | No se clasificó | No se clasificó | No se clasificó |
| Alemania 2004            | No se clasificó  | No se clasificó | No se clasificó | No se clasificó | No se clasificó | No se clasificó | No se clasificó | No se clasificó |
| Portugal 2006            | No se clasificó  | No se clasificó | No se clasificó | No se clasificó | No se clasificó | No se clasificó | No se clasificó | No se clasificó |
| Países Bajos 2007        | No se clasificó  | No se clasificó | No se clasificó | No se clasificó | No se clasificó | No se clasificó | No se clasificó | No se clasificó |
| Suecia 2009              | No se clasificó  | No se clasificó | No se clasificó | No se clasificó | No se clasificó | No se clasificó | No se clasificó | No se clasificó |
| Dinamarca 2011           | No se clasificó  | No se clasificó | No se clasificó | No se clasificó | No se clasificó | No se clasificó | No se clasificó | No se clasificó |
| Israel 2013              | No se clasificó  | No se clasificó | No se clasificó | No se clasificó | No se clasificó | No se clasificó | No se clasificó | No se clasificó |
| República Checa 2015     | No se clasificó  | No se clasificó | No se clasificó | No se clasificó | No se clasificó | No se clasificó | No se clasificó | No se clasificó |
| Polonia 2017             | No se clasificó  | No se clasificó | No se clasificó | No se clasificó | No se clasificó | No se clasificó | No se clasificó | No se clasificó |
| Italia 2019              | Semifinales      | 3.º             | 4               | 2               | 1               | 1               | 10              | 7               |
| Hungría y Eslovenia 2021 | Fase de grupos   | -               | 3               | 1               | 2               | 0               | 3               | 2               |
| Georgia y Rumania 2023   | Fase de grupos   | -               | 3               | 0               | 1               | 2               | 0               | 4               |
| Total                    | 4/24             |                 | 13              | 3               | 4               | 6               | 15              | 18              |

## Jugadores
Lista de jugadores convocados para la Eurocopa Sub-21 de 2025.
| Nombre             | Posición       | Edad    | PJ | G | Club               |
| ------------------ | -------------- | ------- | -- | - | ------------------ |
| Răzvan Sava        | Guardameta     | 22 años | 11 | 0 | Udinese Calcio     |
| Otto Hindrich      | Guardameta     | 22 años | 4  | 0 | CFR Cluj           |
| Vlad Rafailă       | Guardameta     | 20 años | 1  | 0 | US Lecce           |
| Cristian Ignat     | Defensa        | 22 años | 12 | 0 | Rapid Bucarest     |
| Andrei Borza       | Defensa        | 19 años | 11 | 2 | Rapid Bucarest     |
| Matei Ilie         | Defensa        | 22 años | 9  | 2 | CFR Cluj           |
| Ümit Akdağ         | Defensa        | 21 años | 7  | 1 | Toulouse FC        |
| Costin Amzăr       | Defensa        | 21 años | 5  | 0 | Al-Nasr SC         |
| Dan Sîrbu          | Defensa        | 22 años | 4  | 0 | Farul Constanța    |
| Matteo Duțu        | Defensa        | 19 años | 3  | 0 | Milan Futuro       |
| Tony Strata        | Defensa        | 20 años | 3  | 0 | AC Ajaccio         |
| Constantin Grameni | Centrocampista | 22 años | 20 | 3 | Rapid Bucarest     |
| Marius Corbu       | Centrocampista | 23 años | 18 | 1 | APOEL Nicosia      |
| Octavian Popescu   | Centrocampista | 22 años | 16 | 2 | FCSB               |
| Ianis Stoica       | Centrocampista | 22 años | 15 | 3 | FC Hermannstadt    |
| Rareș Ilie         | Centrocampista | 22 años | 12 | 3 | US Catanzaro       |
| Cătălin Vulturar   | Centrocampista | 22 años | 9  | 1 | Rapid Bucarest     |
| Ovidiu Perianu     | Centrocampista | 23 años | 7  | 0 | Unirea Slobozia    |
| Cristian Mihai     | Centrocampista | 20 años | 4  | 2 | UTA Arad           |
| Zoran Mitrov       | Centrocampista | 23 años | 1  | 0 | FC Botoșani        |
| Louis Munteanu     | Delantero      | 22 años | 17 | 5 | CFR Cluj           |
| Vladislav Blănuță  | Delantero      | 23 años | 6  | 0 | Universitatea Cluj |
| Rareș Burnete      | Delantero      | 21 años | 4  | 0 | US Lecce           |
| Daniel Pancu       | Entrenador     | 47 años |    |   |                    |